# Lampyris
Lampyris är ett släkte av skalbaggar som beskrevs av Müller 1764. Lampyris ingår i familjen lysmaskar.
Släktet innehåller bara arten Lampyris noctiluca.

## Bildgalleri

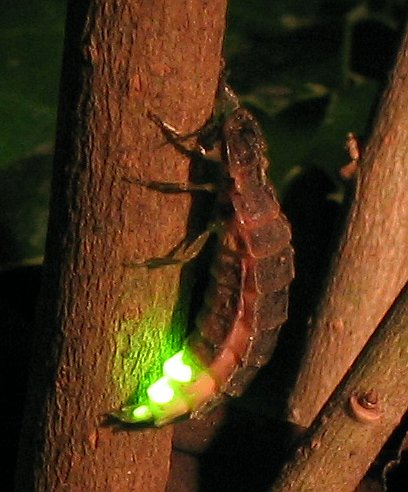
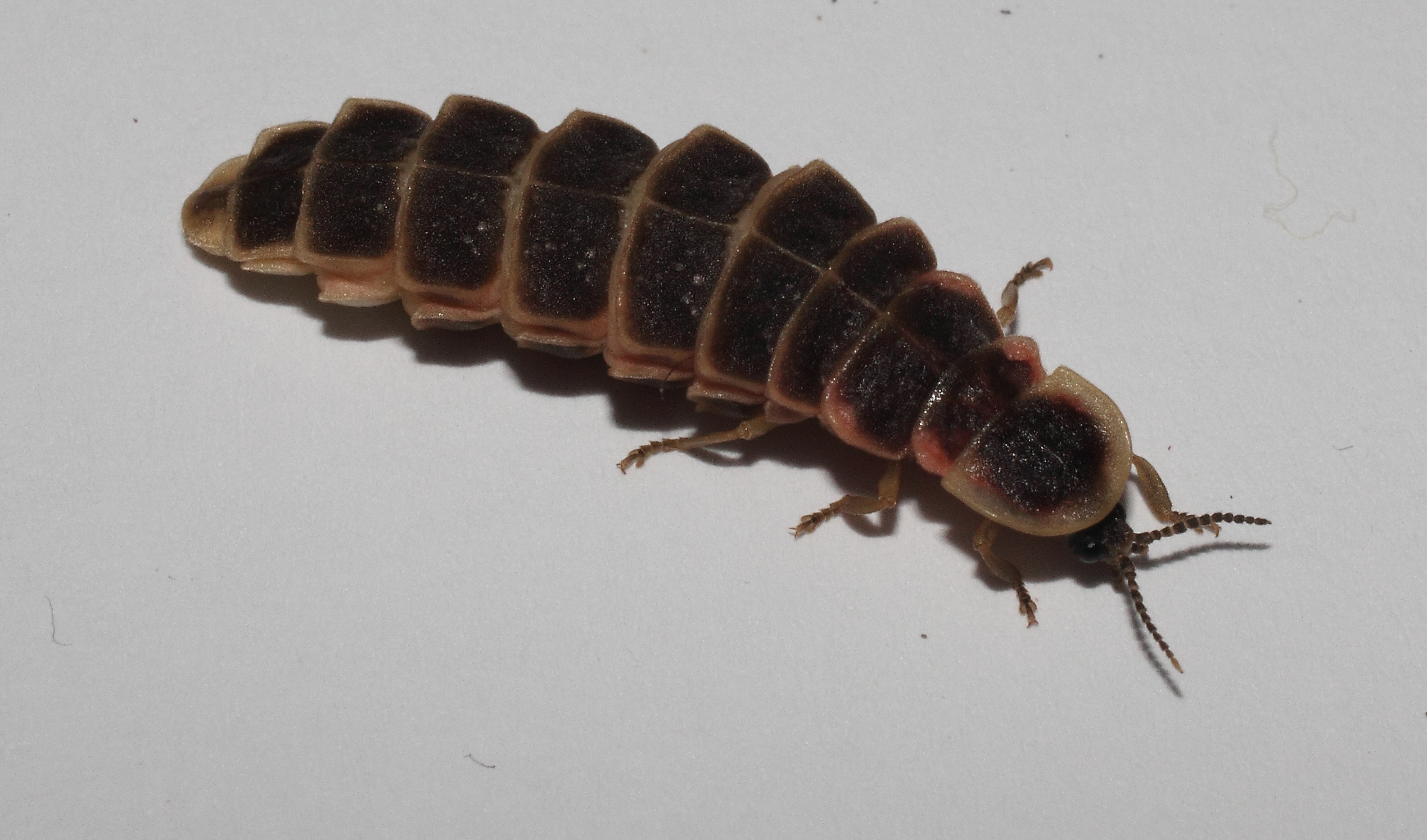
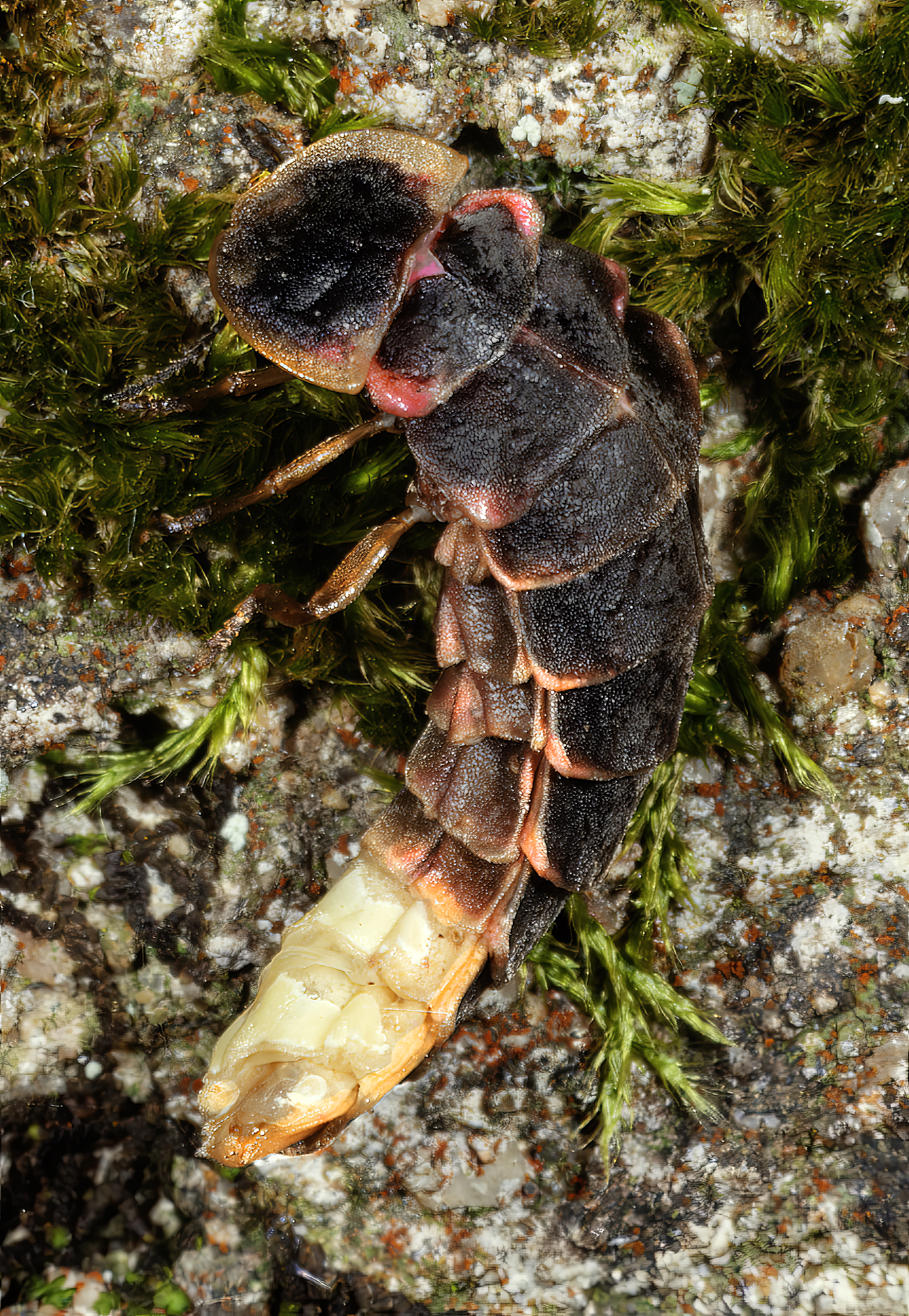
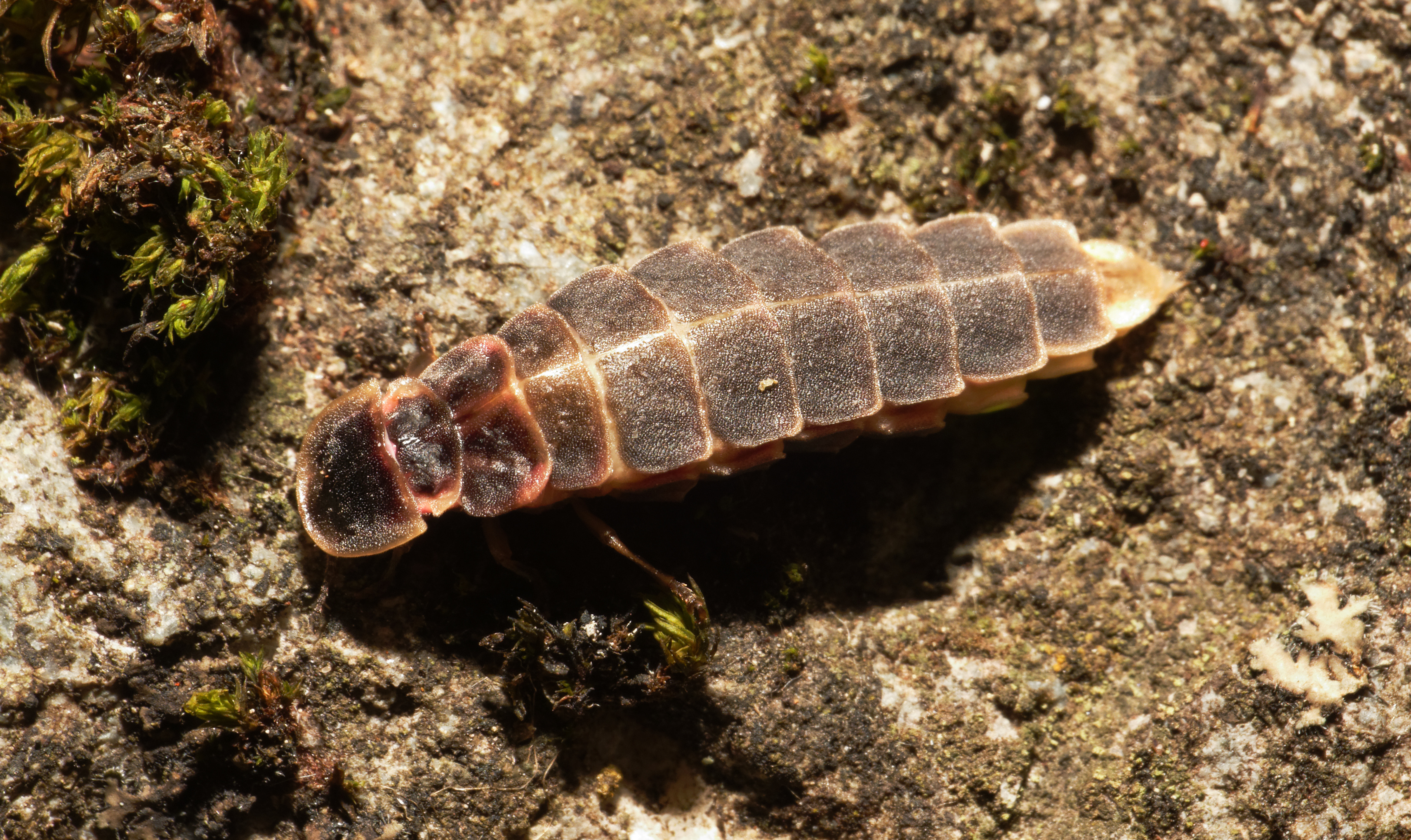
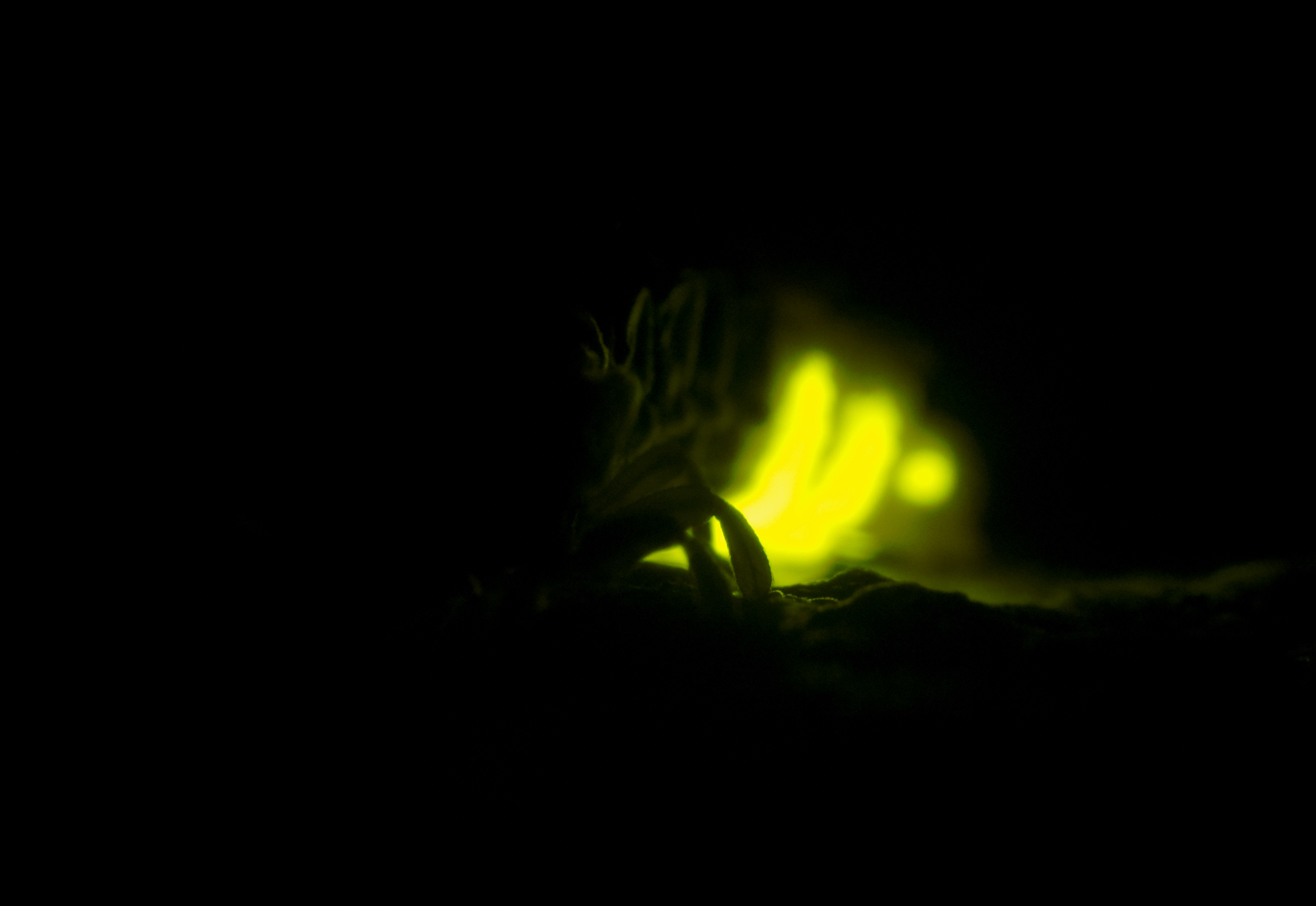